# Chevenon
Chevenon é uma comuna francesa na região administrativa de Borgonha-Franco-Condado, no departamento Nièvre. Estende-se por uma área de 32,5 km². Em 2010 a comuna tinha 614 habitantes (densidade: 18,9 hab./km²).